# Balneário Gaivota
Balneário Gaivota is een gemeente in de Braziliaanse deelstaat Santa Catarina. De gemeente telt 7.959 inwoners (schatting 2009).

## Aangrenzende gemeenten
De gemeente grenst aan Balneário Arroio do Silva, Passo de Torres, Santa Rosa do Sul en Sombrio.